# Révolte de Mokrani
Pour les articles homonymes, voir Mokrani.
Conquête de l'Algérie par la France
La révolte de Mokrani, aussi appelée l’insurrection de 1871 en Algérie, et appelée en kabyle Nnfaq [n] Urumi, issu de l’arabe littéral نِفاق الروم « l'insurrection du Français » ou « la guerre du Français » est la plus importante insurrection contre les forces coloniales françaises depuis le début de la conquête d’Alger en 1830. Lancée le 15 mars 1871, la révolte est menée depuis le massif montagneux des Bibans en Kabylie par le cheikh el-Mokrani et son frère Bou-Mezrag, tous deux rejoints par le cheikh el-Haddad (chef de la confrérie des Rahmaniyya), et elle soulève environ 250 tribus, soit un tiers de la population de l’Algérie. La révolte est étendue à l'ouest par El-Keblouti (Souk-Ahras) et au sud par Bennacer Benchohra et Mohamed Ben Toumi Ben Brahim (dit Bouchoucha).
Cette insurrection, qui a lieu au même moment que les insurrections communalistes, est l'une des conséquences de la défaite militaire française contre la Prusse lors de la guerre de 1870 : le gouvernement de Versailles, qui aspire à prendre le contrôle de l'ensemble du territoire qu'il souhaite coloniser, est alors vu comme faible par de nombreux indigènes algériens.
C'est donc l'occasion pour eux de lancer une insurrection pour chasser les Français, dans un contexte de montée en puissance du pouvoir civil et de la colonisation de peuplement. Violemment réprimée, la révolte est un échec et est suivie par une spoliation accrue des terres et la paupérisation des populations indigènes.
Les femmes, khouatat du cheikh el-Haddad, y jouèrent un rôle important. L'une d'entre elles, Khadidja ben Kanoun, se distingua particulièrement.

## Contexte historique

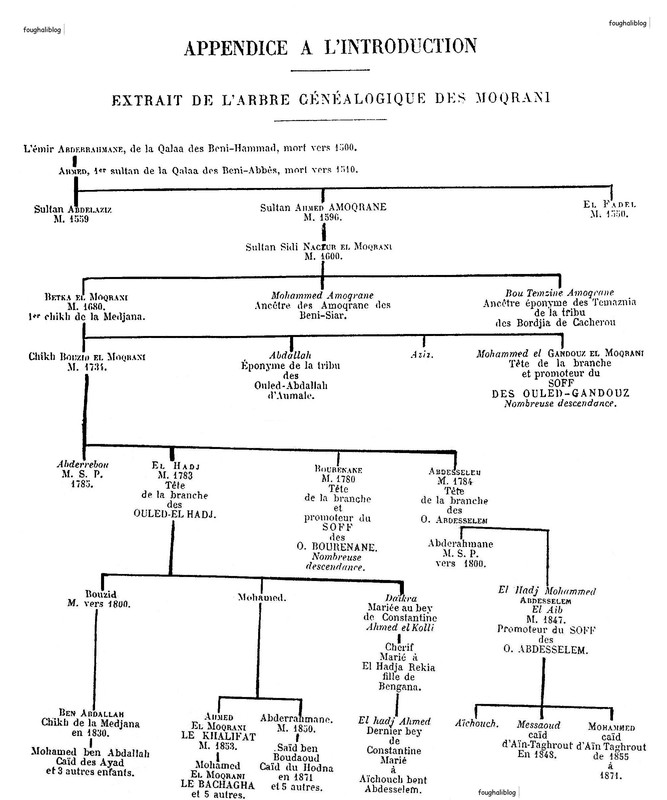
Arbre généalogique royaume beni abbes

### La famille Mokrani: du prestige à la déchéance
Le cheikh Mohammed el-Hadj el-Mokrani (1815-1871) et son frère Bou-Mezrag el-Mokrani, sont issus d’une famille de haut rang : la dynastie hafside de Béjaïa (Bougie-Constantine), dont Ahmed Amokrane, chef des Beni Abbes de 1556 à 1596, est le fondateur.
La citadelle de la Kalâa, dans les Bibans (chaîne de montagnes) constituait la capitale du royaume des Beni Abbes.
Dans les années 1830, leur père Ahmed el-Mokrani (mort à Paris en 1853), se retrouve en rivalité avec un membre éloigné de sa famille pour la succession du trône des Beni Abbes. Ahmed el-Mokrani est finalement fait chef des Beni Abbes en 1831 et, par une alliance avec les autorités françaises, il est reconnu comme étant le khalife de la région de la Medjana et assure le franchissement des Portes de Fer en 1839. Cependant, dès 1845, cette alliance devient progressivement une soumission (ordonnance royale relative au statut de non allié de Ahmed el-Mokrani) et jusqu’à la fin de sa vie, il perd progressivement un certain nombre de prérogatives.
À la mort de son père, Mohammed el-Hadj el-Mokrani est désigné par les Bureaux arabes comme son successeur, néanmoins avec un titre moins prestigieux, le titre de bachagha de la Medjana, c’est-à-dire de chef de la circonscription. La possession de ce titre moins prestigieux n’est que le début d’une longue série d’humiliations que subira Mohammed el-Hadj el-Mokrani par les forces coloniales françaises entre 1853 et 1870.

### L'Algérie sous NapoléonIII

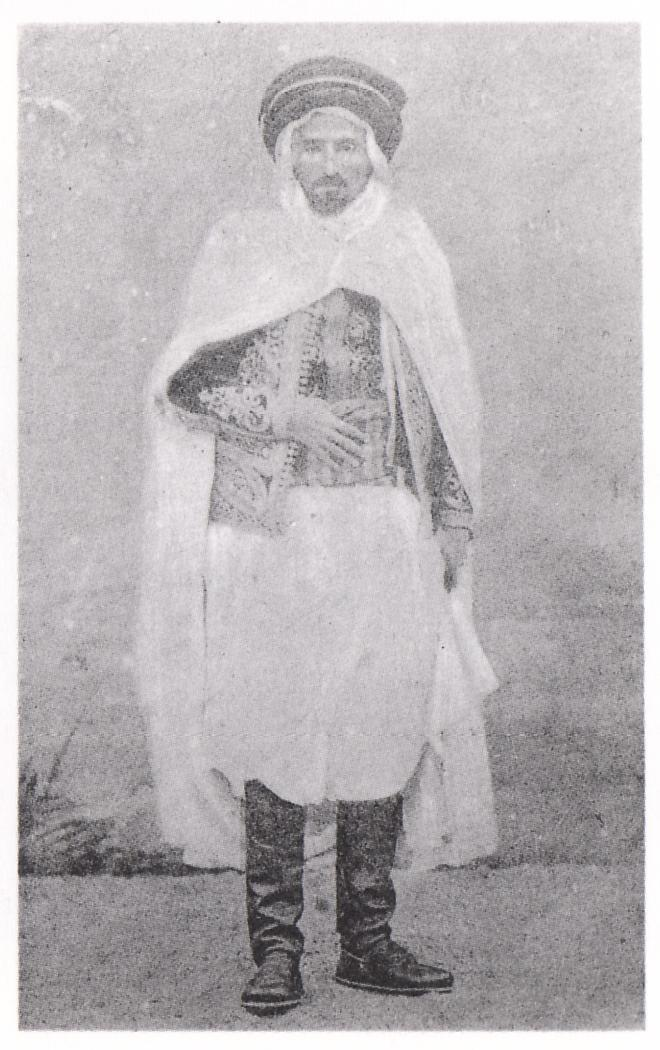
Boumezrag El Mokrani

L’année de la reddition de l’émir Abd el-Kader ibn Muhieddine (1808-1883) en 1847 marque la fin de la conquête par l’armée française de quasiment tout le nord de l’Algérie, sinon sa soumission : Alger en 1830 ; beylik de Constantine en 1836 ; les beyliks d’Oran et du Titteri (Médéa) en 1847.
Sous le Second Empire, le général Jacques Louis Randon (1795-1871) mène les opérations de conquête de la Kabylie de 1851 à 1857.
Entre 1866 et 1868, la population algérienne est frappée par des catastrophes naturelles et sanitaires, ainsi que par la famine : invasion de sauterelles et années de sécheresse, épidémies de choléra et du typhus. Environ 600 000 Algériens meurent de famine ou de maladie, soit environ 10% de la population,.
Par ailleurs, du début de la conquête jusqu'en 1870, est en vigueur le régime militaire dit « du sabre » qui repose sur la soumission de l’Algérie au gouvernement français. Celui-ci place à la tête de la colonie un Gouverneur général, sous tutelle du ministre de la Guerre et exerçant son autorité territoriale par l’intermédiaire des Bureaux Arabes (création en 1833).
Sous la Deuxième République, ce phénomène s’accentue puisque le 2 mars 1848, l’Algérie est proclamée comme étant « l’Algérie française ». Puis un remodelage administratif s’impose : l’arrêté du 19 décembre 1848 divise le territoire en deux, le territoire militaire (sous l’administration des Bureaux Arabes) et le territoire civil, situé au nord et divisé en trois départements : Alger, Constantine et Oran.
Le Second Empire connaît deux grandes périodes : de 1852 à 1860, le régime est autoritaire et, de 1860 à la fin de l’Empire (1870), Napoléon III évolue vers plus de libéralisme. Durant son règne, deux sénatus-consultes concernant l'Algérie sont votés. Le premier, en date du 22 avril 1863, a pour objectif de délimiter les territoires des tribus et permettre d’organiser la propriété foncière et individuelle de chacune. Le second sénatus-consulte, en date du 14 juillet 1865, autorise la naturalisation française de musulmans ou de juifs sur demande. De plus, ce sénatus-consulte s’inscrit dans la continuité d’une politique libérale : le 20 juin 1865, dans une lettre au maréchal Mac-Mahon (gouverneur général de l’Algérie), l’empereur Napoléon III affirme l’idée selon laquelle l’Algérie est fondamentalement un « royaume arabe ». C’est par ailleurs cette nouvelle perception qui va renforcer l’admiration et la fidélité du cheikh el-Mokrani pour Napoléon III.
Néanmoins, cette politique défavorable aux colons ne dure pas. Le 2 septembre 1870, Napoléon III capitule à Sedan et est fait prisonnier. Le 4 septembre 1870, la Troisième République (1870-1940) est proclamée. La défaite française s'accentue le 19 octobre de cette même année par la capitulation de Bazaine à Metz. Les Prussiens établissant le siège de Paris, le gouvernement français est contraint de se réfugier à Tours. La question algérienne est dévolue au ministre de la Justice, Adolphe Crémieux et non plus au ministre de la Guerre.
Durant cette période (à partir de septembre 1870), l'Algérie est en proie à une certaine anarchie, au cours de la « Commune d'Alger » : les colons, massivement républicains et hostiles à Napoléon III, profitent de la situation pour faire avancer leurs revendications antimilitaristes ; de facto, ce sont les conseils municipaux et les comités de défense, notamment ceux d'Alger, qui détiennent l'autorité réelle.
Leur pression sur le gouvernement aboutit aux six décrets Crémieux du 24 octobre 1870 sur l'organisation de l'Algérie, dont le plus connu est celui octroyant la citoyenneté française uniquement aux indigènes juifs.

## Origines de l'insurrection

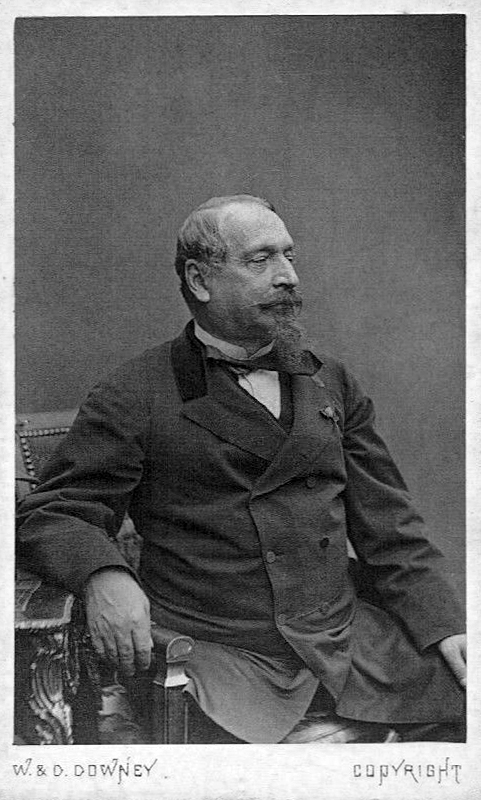
Napoléon III en 1871, durant son exil à Chislehurst.

### Comportements hostiles des Algériens à la fin du Second Empire
Selon Bernard Droz, un mécontentement est perceptible chez certains membres de l'aristocratie guerrière kabyle, bien avant la guerre franco-prussienne, en raison de leur perte d'influence et de la diminution de leurs pouvoirs en perpétuelle rivalité avec les autorités françaises coloniales.
Ce mécontentement s’ajoute à l'agitation des masses musulmanes, inquiètes de l'avènement du régime civil établi par Adolphe Crémieux, mis en place le 9 mars 1871, et marquant donc la fin du régime militaire en application depuis 1830. Ce nouveau régime est interprété comme une domination accrue des colons sur les Algériens, une stratégie de poursuite de la spoliation des terres et une perte de l'autonomie civile et judiciaire des musulmans au profit de l’administration française. De plus, ce même jour, le Gouverneur général le maréchal Mac-Mahon démissionne, remplacé par le général Louis Durrieu,.

### Les prémices de la révolte et l’insubordination du cheikh el-Mokrani

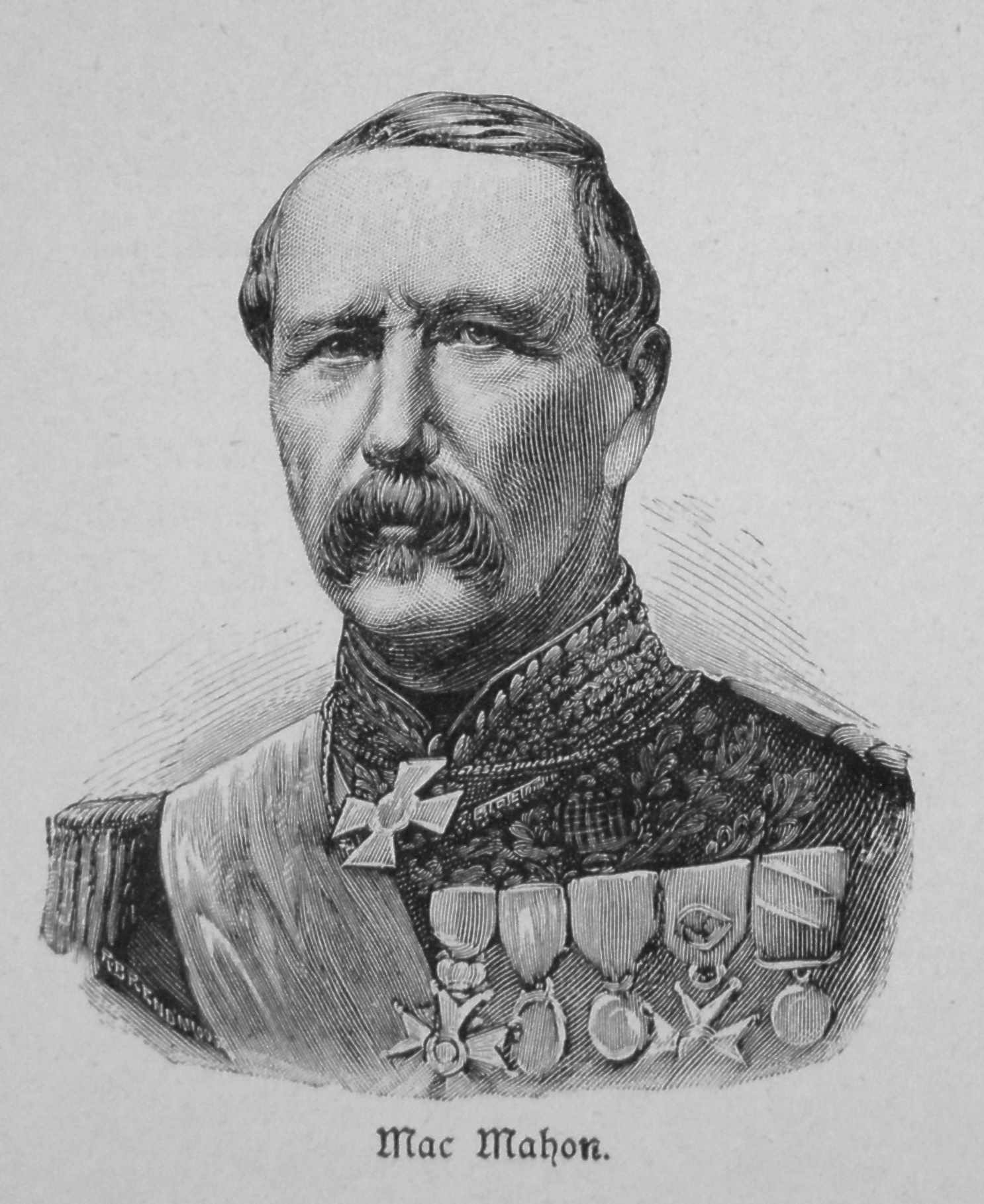
Portrait de Mac-Mahon

Dès le 12 juin 1869, le maréchal Mac Mahon, alerte le gouvernement : « Les Kabyles resteront tranquilles aussi longtemps qu’ils ne verront pas la possibilité de nous chasser de leur pays ». Plusieurs mois avant le début de l’insurrection, l’effervescence s’empare des communautés villageoises qui, malgré l’interdiction des autorités coloniales, élisent les tijmaain (assemblées de villages).
Le 15 septembre 1870, le général Durrieu, Gouverneur général de l'Algérie, signale dans son rapport au gouvernement de la Défense nationale : « Un mouvement insurrectionnel, impossible à prévenir et susceptible de devenir général, me paraît imminent et avec le peu de troupes dont je dispose, je ne saurais prévoir la gravité de ses conséquences ».
Une manifestation insurrectionnelle chauffée par les remous en Kabylie, intervient en janvier 1871, sous la forme de mutineries de spahis, originellement corps de cavalerie traditionnel du dey d’Alger, intégré après la conquête de l’Algérie à l’Armée d’Afrique dépendant de l’autorité française. Les spahis refusent d'être envoyés combattre en métropole : ils estiment que leur engagement n'est valable que pour servir en Algérie. Ces mouvements, d'abord à Moudjebeur, près de Boghari (20 janvier 1871) et à Aïn Guettar (dans l'actuelle commune de Khemissa près de Souk Ahras) le 23 janvier 1871, atteignent ensuite El Tarf et Bouhadjar.
La mutinerie d'Aïn Guettar, qui représente une désertion d'une centaine d'hommes et le meurtre d'un sous-officier, prend une dimension particulière par l'implication de la famille des Rezgui, dont des membres affirment que la France, vaincue par les Prussiens, n'a plus de forces et que l'heure d'une insurrection générale est venue. Cet appel est écouté par les Hanenchas, dont le soulèvement frappe la campagne (14 colons sont tués) ; Souk Ahras est assiégée du 26 au 28 janvier 1871, puis reprise par une colonne française. Ce soulèvement est ensuite réprimé par cinq condamnations à mort.

Tous ces débuts de révoltes s’inscrivent dans la continuité de la mentalité du cheikh el-Mokrani de rompre avec l'autorité française, puisque en effet, el-Mokrani essaye de démissionner à trois reprises, mais les militaires lui répondent que seul le gouvernement peut accepter celle-ci, puisqu'il ne dépend plus de l'autorité militaire. Mokrani rédige alors deux nouvelles lettres le 15 mars 1871: une première adressée au général Augereau chef d’état-major pour l’Algérie, et une seconde adressée au capitaine Ollivier, officier chargé de la tutelle de Mokrani.

« Vous connaissez la cause qui m'éloigne de vous ; je ne puis que vous répéter ce que vous savez déjà : je ne veux pas être l'agent du gouvernement civil. […] Je m'apprête à vous combattre ; que chacun aujourd'hui prenne son fusil. »

— Lettre du cheikh el-Mokrani au capitaine Ollivier, (Jules LIOREL, Races berbères, Kabylie du Jurjura, 1892, p. 249)

### Rôle du décret Crémieux

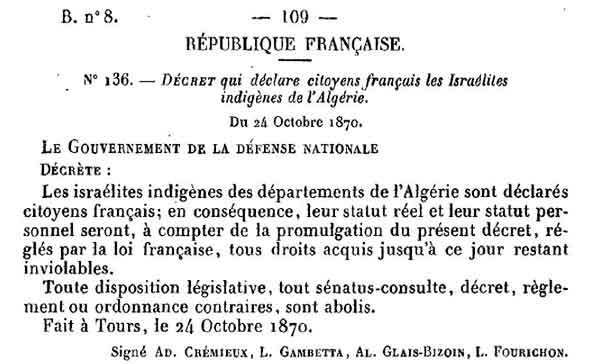
Décret Crémieux

Louis Rinn (1891), repris par Jules Liorel  (1892), affirme que le décret Crémieux du 24 octobre 1870, relatif à la citoyenneté française aux juifs d’Algérie, étendu plus tard à un petit nombre de musulmans, a joué un rôle dans le déclenchement de la révolte du cheikh el-Mokrani. D'après Jules Liorel : « M. l’amiral de Gueydon, gouverneur général, l’a fort bien dit, ce furent la naturalisation des Juifs et les audaces impunies de la presse radicale qui poussèrent les Arabes à se révolter contre la France ».
Du côté de la recherche contemporaine, Richard Ayoun conteste que ce décret soit la cause de la révolte, cette « légende [ne s'étant] diffusée que plus tard », par « opportunisme » politique. De même, pour Maxime Aït Kaki (2004), attribuer la révolte au décret Crémieux est « particulièrement répandu dans les milieux antisémites français ».

## Le déroulement de l'insurrection

### L'extension de la zone insurgée

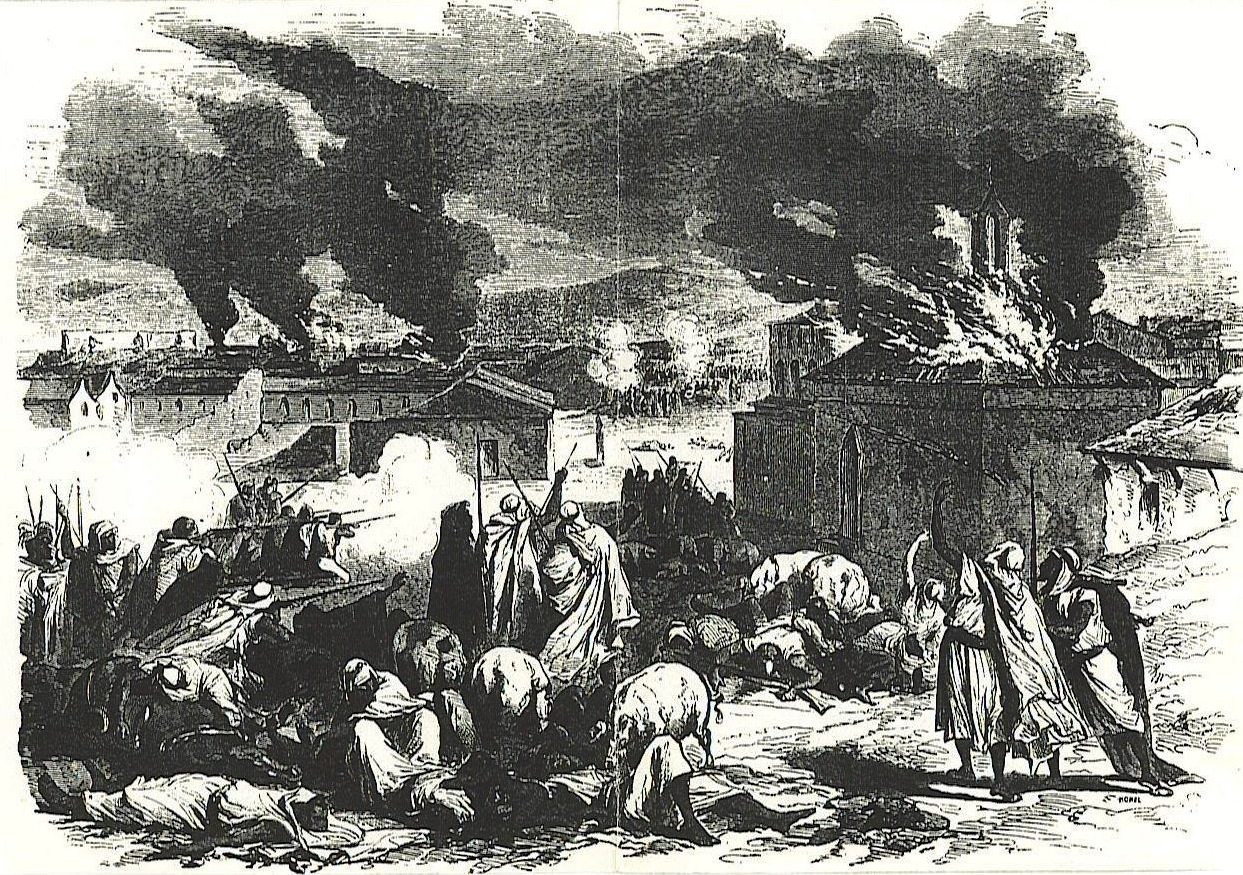
Attaque de Bordj Bou Arreridj par les hommes du cheikh El Mokrani — Gravure de Léon Morel-Fatio, L'Illustration, 1871.

Le 16 mars 1871, date de sa prise en main par Mokrani, le cheikh lance six mille hommes à l'assaut de Bordj Bou Arreridj.
Le 8 avril, les troupes françaises reprennent le contrôle de la plaine de la Medjana par la colonne Bonvallet. Le même jour, le cheikh el-Haddad, chef de la confrérie des Rahmaniyya, proclame que le Prophète lui est apparu et appelle à la guerre sainte au marché des Mcisna à Seddouk. Aussitôt 150 000 Kabyles se soulèvent pour participer à ce qu'ils appellent en berbère Nnfaq [n] Urumi, la « guerre du Français »,. « L’insurrection s’étendit tout le long du littoral, depuis les montagnes qui ferment à l’est la Mitidja jusqu’aux abords de Constantine. Au sud de cette dernière ville, elle se propagea dans la région accidentée du Belezma ; elle se relia aux mouvements partiels jusqu’alors localisés vers la frontière et dans le Sahara oriental Belezma », relate en 1896 Maurice Wahl, ancien inspecteur général de l’instruction publique aux colonies. Par ailleurs, le fils du cheikh el-Haddad, Aziz, est nommé « émir des soldats de la guerre sainte » et les khouans (réseau des affiliés à la Rahmaniyya) de la Rahmaniyya entrent dans la rébellion.
Néanmoins, contrairement au cheikh al-Haddad, Mokrani espérait une issue pacifique. Le 11 avril 1871, par deux lettres adressées au président de la République française, Adolphe Thiers, al-Mokrani demande des négociations, mais le gouvernement de la Défense nationale refuse. Ainsi, par un engouement populaire et une alliance implicite entre les cheikh al-Haddad et al-Mokrani, les insurgés progressent vers Alger : le 14 avril, ils prennent le village de Palestro, 60 km à l'est d'Alger, avant d'atteindre le territoire des Aïth Aïcha, où ils brûlent le village colonial du Col des Béni Aïcha.
Bien que moins connue que Fatma N’Soumer, Khadidja Ben Kanoun représente une figure essentielle de la résistance féminine algérienne du XIXe siècle. Elle est aujourd’hui redécouverte par les historiens comme une actrice majeure de l’insurrection de 1871, notamment grâce à la convergence de sources coloniales et contemporaines. Originaire des Issers, Khadidja Ben Kanoun appartenait à une famille notable. Elle était affiliée à la confrérie Rahmaniyya, courant soufi très influent dans les révoltes populaires de l’époque, et suivait exclusivement l’autorité du Cheikh El Haddad, chef spirituel et militaire de l’insurrection de 1871.
En avril, près du tiers de la population algérienne s'est soulevée. L'insurrection est forte de cent mille moudjahidines, mais manquant d'armes de guerre et de coordination, elle lance surtout des opérations ponctuelles et désordonnées.

### La contre-attaque française

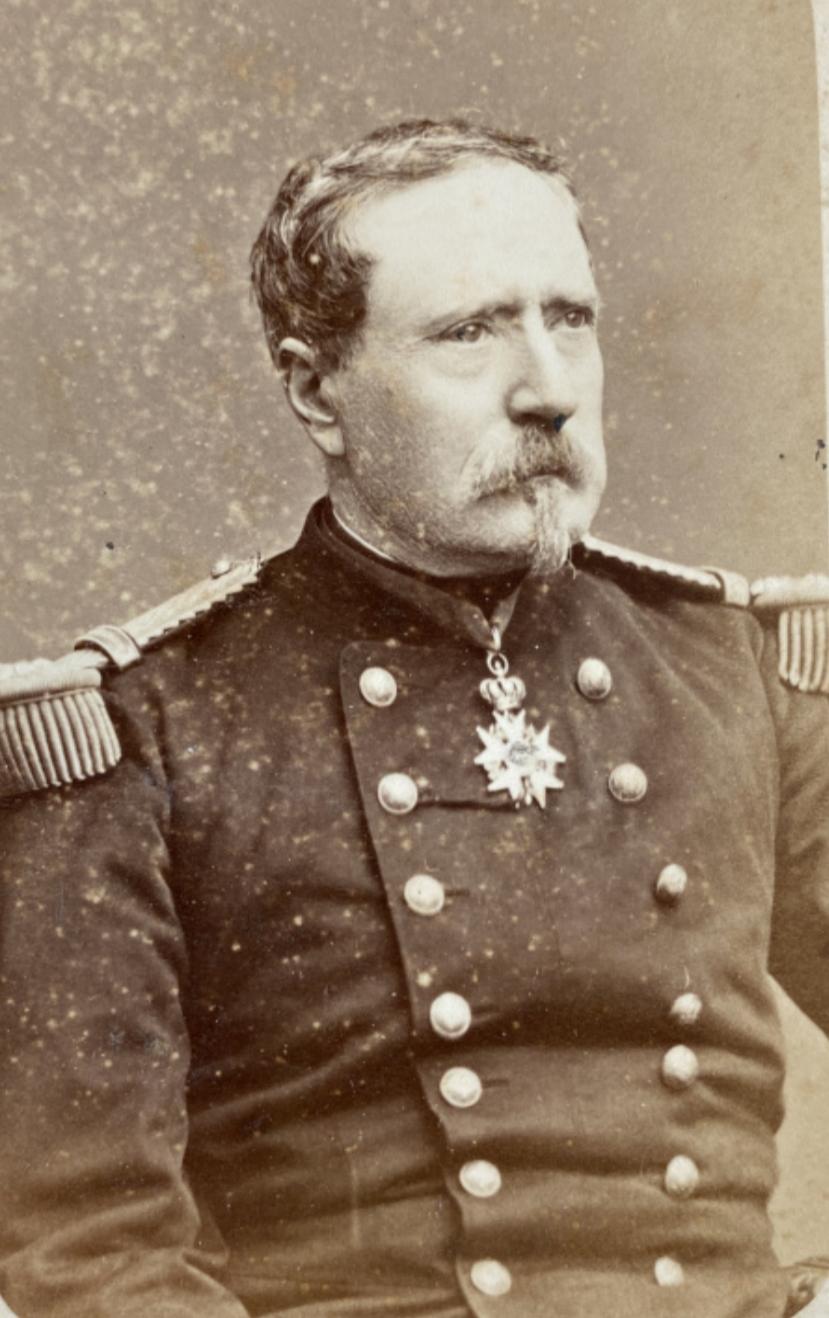
Le général Lallemand, commandant des troupes françaises en 1871.

L’autorité militaire est obligée de renforcer l'armée d’Afrique : l’amiral de Gueydon, nommé gouverneur général le 29 mars 1871, en remplacement du Commissaire extraordinaire Alexis Lambert, mobilise 22 000 soldats commandés par le général de division Lallemand, nommé commandant supérieur des troupes de terre et de mer en Algérie en octobre 1870. Il met en place un dispositif militaire supérieur à celui qui avait permis d’asservir la région en 1857[réf. nécessaire].
Le général Lallemand prend la direction des opérations militaires dans les premiers jours du mois de mai. Ses forces sont réparties en sept colonnes: elles opèrent, la première (général Saussier, 4 600 fantassins et une nombreuse cavalerie) dans la Kabylie orientale ; la deuxième (général Cérez, 2 605 fantassins et 750 cavaliers) et la troisième (colonel Goursaud, 1 100 fantassins et 350 cavaliers), dans l'Oued-Sahel ; la quatrième (colonne Trumelet, 1 400 fantassins) dans le pays des Oued-Allan; la cinquième, commandée par Lallemand lui-même (3 743 fantassins et 350 cavaliers), dans la Kabylie proprement dite ; la sixième (colonel Ponsard, 4 600 fantassins) dans le territoire de Bougie ; la septième, menée par les lieutenants-colonels Adeler et Marié (2 600 fantassins), dans la région de Tebessa et de Batna.
Les insurgés qui avancent de Palestro vers Alger sont arrêtés à l’Alma le 22 avril 1871 ; le 25 avril, le gouverneur général, l’amiral de Gueydon déclare l'état de siège ; le 5 mai, Mohammed el-Mokrani meurt au combat près de l’oued Soufflat touché par le général Cérez dans le village d’Aïn Bessem : « dans une rencontre avec les troupes du général Saussier, il descendit de cheval et, gravissant lentement, la tête haute, l’escarpement d’un ravin balayé par notre mousqueterie, il reçut la mort, qu’aux dires des témoins de cette scène émouvante il cherchait, orgueilleux et fier comme il eut fait du triomphe », affirme le rapport du gouvernement de la défense nationale français sur ces événements.
Lallemand soumet d'abord les Krachnas et débloque le 11 mai Tizi-Ouzou, après avoir enlevé l'avant-veille le col des Beni-Aïcha. Le 13 mai, il livre aux Beni-Ouaguenoun le combat de Tifilcout ; le 22, il exécute sur eux une razzia considérable ; le 23, il les attaque au Tleta du Flisset el Bahr ; le 27, il incendie Djemâa Saharidj. Il fait alors sa jonction avec les colonnes Cérez, Goursaud et Trumelet, et il a désormais sous ses ordres 7 448 fantassins, 1 450 cavaliers, 6 sections d'artillerie de montagne et une section de mitrailleuses, en tout 11 000 hommes, si l'on comprend dans ce nombre les ambulances et les services administratifs. Les engagements se succèdent sans relâche durant les mois de juin et de juillet : 6 juin, attaque des hauteurs des Beni Khelifa ; 8 juin, déroute des Ouled ou Kaci qui sont délogés du Souk el Khemis des Maatka ; 9 juin, nouvelle lutte entre Tighis Mahmoud et Agueni Boufal ; 10 juin, combat d'Aguemoune contre les Beni-Doucla et les Beni-Mahmoud ; 16 juin, combat du Taksent contre les Beni-Raten pour débloquer Fort Napoléon dont la garnison fait une sortie ; 17 juin, débloquement de Fort Napoléon après soixante-trois jours de siège ; le 24 juin, journée d'Icheriden à laquelle participent vingt pièces de canon  ; les troupes françaises marchent sur Dellys et Draâ El Mizan ; le 30 juin 1871, le fils Aziz al-Haddad se rend et le 13 juillet le cheikh al-Haddad est capturé, après la bataille d'Icheriden ; le 15 juillet, enlèvement du col de Tirourda ; le 21 juillet, entrée des troupes à Galaa où les Français pénétrent pour la première fois.
Le 16 août 1871, le 12e régiment d'infanterie provisoire prend et incendie le village de Taourirt,.
L’insurrection ne prend définitivement fin qu’après la capture de Bou-Mezrag, le 20 janvier 1872.

### La répression

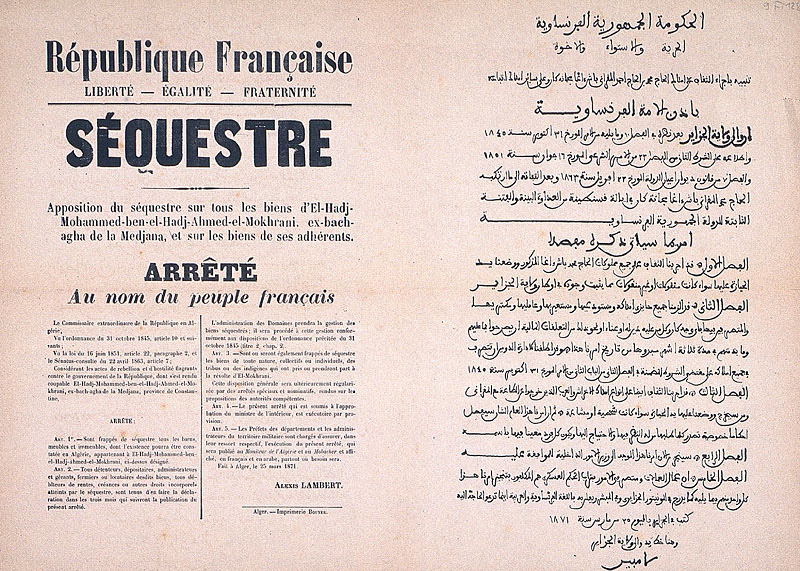
Affiche administrative (1871). Mise sous séquestre des biens d'El Mokrani.

Au cours des opérations militaires, on compte une centaine de morts chez les Européens et des pertes inconnues chez les civils autochtones.
La répression pénale est menée sous le gouverneur général de Gueydon. Elle se traduit par trois sanctions infligées aux insurgés mais également à leur famille et plus généralement aux tribus ayant participé à l’insurrection : la contribution de guerre, la séquestration de biens et terres des tribus et enfin le jugement en Cour d’assise des insurgés. Plus de 200 Kabyles sont internés et de nombreuses peines de déportation en Guyane ou en Nouvelle-Calédonie sont prononcées (on parle des « Algériens du Pacifique »), dont la plupart ne seront amnistiées qu’en 1895. Bou-Mezrag al-Mokrani quant à lui, est exilé en Nouvelle-Calédonie et condamné à la peine de mort, mais il sera gracié en 1878 après avoir participé à la répression d'une insurrection kanak.
Concernant la contribution de guerre, les tribus kabyles sont condamnées au paiement d'une contribution de 36 millions de francs-or et à la confiscation de 450 000 hectares, distribués aux nouveaux colons dont beaucoup sont des réfugiés d’Alsace-Lorraine (à la suite de l'annexion allemande), en particulier dans la région de Constantine,.
La répression et les confiscations entraînent l’exil de nombreux Kabyles en Tunisie, en Égypte et en Syrie.
Plongée dans le dénuement, la population vit durement cette répression, dont la mémoire est transmise par la littérature et la poésie orale.
Au regard de l'histoire, la révolte de Mokrani reste la « première grande insurrection contre la colonisation française », « la plus importante, par son ampleur et son issue tragique, depuis le début de la conquête en 1830 » et le dernier soulèvement armé de toute l’Algérie jusqu'en 1954.